# 몬테네그로어
몬테네그로어(crnogorski / црногорски [t͡sr̩ˈnɔ̌ɡɔrskiː])는 서부 남슬라브어군에 속하는 언어로 몬테네그로의 공용어이다. 2007년에 몬테네그로의 공용어로 지정되었다.
세르비아어와 거의 같아 몬테네그로인도 세르비아어와 별로 다른 언어로 인식하지 않으며, 유고슬라비아 사회주의 연방공화국 시절에 세르보크로아트어로 통합되기도 했던 크로아티아어 및 보스니아어와는 가까운 친척관계의 언어이기도 하다. 이탈리아어, 알바니아어, 그리스어의 영향도 일부 받았다.

## 역사
세르비아어에서 분리되었다. 세르비아-슈토피안 표준어를 기준으로 하여 이 언어를 몬테네그로에서는 몬테네그로어라고 부르게 되었다.

## 특징
세르비아어와 같이 키릴 문자와 로마자가 대등한 지위를 갖는다. 다만, 세르비아에서 키릴 문자가 많이 쓰이는 것과 달리 몬테네그로어에서는 주로 로마자를 쓴다.

## 몬테네그로어의 문자

#### 로마자
| A a   | B b   | C c | Č č | Ć ć   | D d | Dz dz | Đ đ |
| Dž dž | E e   | F f | G g | H h   | I i | J j   | K k |
| L l   | Lj lj | M m | N n | Nj nj | O o | P p   | R r |
| S s   | Š š   | Ś ś | T t | U u   | V v | Z z   | Ž ž |
| Ź ź   |       |     |     |       |     |       |     |

#### 키릴 문자
| А а | Б б | Ц ц | Ч ч | Ћ ћ | Д д | Ѕ ѕ | Ђ ђ |
| Џ џ | Е е | Ф ф | Г г | Х х | И и | Ј ј | К к |
| Л л | Љ љ | М м | Н н | Њ њ | О о | П п | Р р |
| С с | Ш ш | С́ с́ | Т т | У у | В в | З з | Ж ж |
| З́ з́ |     |     |     |     |     |     |     |

## 같이 보기
- 세르비아어